# Conector modular

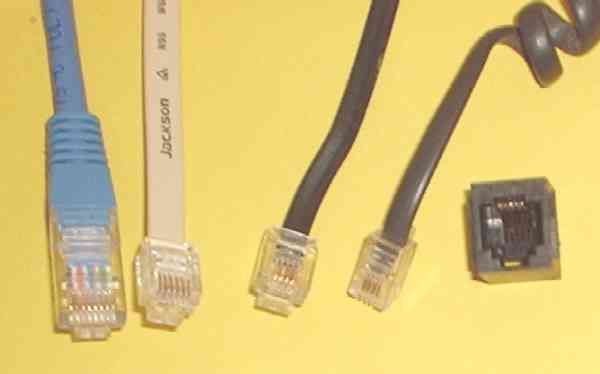
De izquierda a derecha, conectores modulares: conector 8P8C, conector 6P6C, conector 6P4C, conector 4P4C, conector 6P6C.

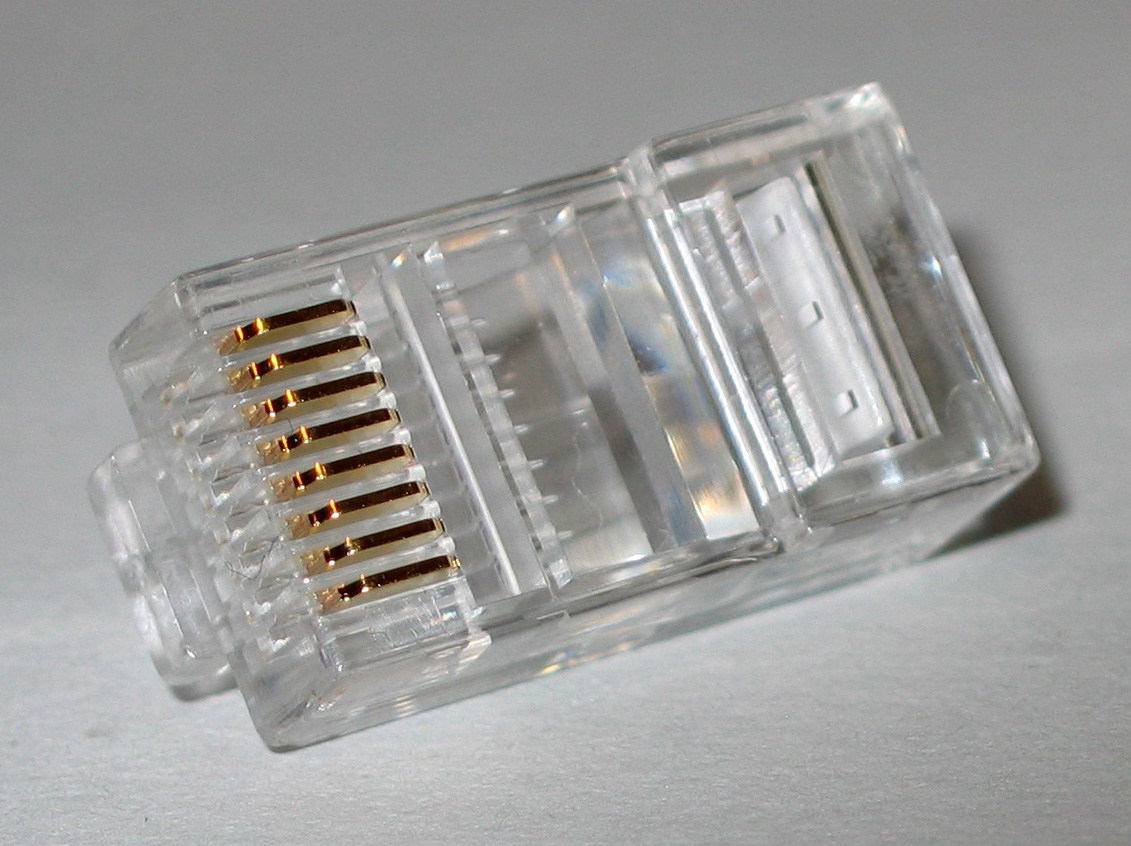
Un enchufe modular 8P8C. Este es el enchufe de tipo de crimpado común, del mismo tipo que se muestra arriba engarzado en un cable (con funda moldeada).

Un conector modular es un conector eléctrico que fue diseñado originalmente para su uso en el cableado telefónico, pero desde entonces se ha utilizado para muchos otros fines. Muchas aplicaciones que originalmente utilizaban un conector más voluminoso y más caro se han convertido en conectores modulares. Probablemente las aplicaciones más conocidas de conectores modulares son para teléfono y Ethernet.
Los conectores modulares se utilizaron originalmente en el sistema de interfaz de registro, ordenado por la Comisión Federal de Comunicaciones (FCC) en 1976, en el que se conocieron como conectores registrados. Las especificaciones del conector registrado definen los patrones de cableado de los conectores, no las dimensiones físicas o la geometría de los conectores de cualquier género. En cambio, estos últimos aspectos están cubiertos por la norma ISO 8877, utilizada por primera vez en sistemas RDSI. TIA/EIA-568 es un estándar para circuitos de datos cableados en conectores modulares.
Existen otros sistemas para asignar señales a conectores modulares; La intercambiabilidad física de los conectores y enchufes no garantiza la interoperación ni la protección contra daños eléctricos en los circuitos. Por ejemplo, los cables y conectores modulares se han utilizado para suministrar alimentación de CA o CC de bajo voltaje y no existe un estándar claro para esta aplicación.

## Nomenclatura
Los conectores modulares también tienen los nombres "conector/enchufe de teléfono modular", "conector RJ" y "conector/conector occidental". El término "conector modular" surgió de su uso original en un nuevo sistema de cableado diseñado para hacer que el equipo telefónico sea más modular. Esto incluye la línea 6P2C y los conectores del teléfono 4P4C.
Las designaciones de Registered jack describen las señales y el cableado utilizados para la comunicación de voz y datos en conectores modulares y otros. Es muy común utilizar un número de conector registrado para referirse al propio conector físico; por ejemplo, el tipo de conector modular 8P8C a menudo se denomina RJ45 porque el estándar de conector registrado de ese nombre fue uno de los primeros usuarios de los conectores modulares 8P8C. Un uso muy popular de 8P8C hoy en día es Ethernet sobre par trenzado, y ese puede ser el mejor contexto conocido en el que se conoce el nombre RJ45. Del mismo modo, el conector 4P4C a veces se llama RJ9 o RJ22 y varios conectores modulares de 6 posiciones se llaman RJ11.

## Historia
Los primeros tipos de conectores telefónicos modulares pequeños fueron creados por AT&T a mediados de la década de 1960 para el teléfono enchufable y los cables de línea del teléfono Trimline. Impulsado por la demanda de conjuntos múltiples en residencias con varias longitudes de cables, Sistema Bell introdujo kits de piezas y teléfonos que se pueden conectar al cliente, que se vendieron en las tiendas de PhoneCenter a principios de los años 70. Para este propósito, Illinois Bell comenzó a instalar aparatos telefónicos modulares en una escala limitada en junio de 1972. Las patentes de Edwin C. Hardesty y sus colaboradores,US 3699498 (1972) y US 3860316 (1975), seguido de otras mejoras, fueron la base de los conectores modulares de plástico moldeado que se convirtieron en un lugar común para los cables telefónicos en la década de 1980. En 1976, estos conectores fueron estandarizados a nivel nacional en los Estados Unidos por el programa de Interfaz de Registro de la Comisión Federal de Comunicaciones (FCC), que designó una serie de especificaciones de Jack Registrado (RJ) para la interconexión del equipo de las instalaciones del cliente a la red telefónica pública conmutada. (PSTN).

## Género
Los conectores modulares tienen género: los conectores se consideran macho, mientras que los enchufes o tomas se consideran hembra. Los conectores se usan para terminar cables y cordones, mientras que los enchufes se usan para ubicaciones fijas en superficies de paredes, paneles y equipos. Aparte de los cables de extensión de teléfono, los cables con un conector modular en un extremo y un conector en el otro son raros. En su lugar, los cables generalmente se conectan mediante un adaptador hembra a hembra, con dos tomas conectadas una a otra.

## Pestaña de enclavamiento y orientación.
Los conectores modulares están diseñados para enganchar juntos. Cuando se inserta un enchufe en su contraparte, se bloquea una pestaña de plástico en el enchufe para que no se pueda sacar el enchufe. Para quitar el tapón, la pestaña de enganche debe estar presionada contra el tapón para despejar el borde de bloqueo. La orientación estándar para instalar un jack en una pared o panel es con la pestaña hacia abajo.
La lengüeta de enganche puede engancharse fácilmente con otros cables y romperse, lo que ocasiona la pérdida de la característica de enganche seguro. Para evitar esto, las pestañas a menudo están protegidas con un arranque sobre el enchufe, o un diseño de pestaña especial, en cables sin enganche. La mayoría de las cubiertas protectoras deben instalarse en un cable antes de que se enganche el enchufe modular. Esto significa que no es posible la actualización de campo de estos tipos de cubiertas. Sin embargo, hay disponibles cubiertas protectoras o adaptadores rígidos de rampa protectora que pueden colocarse sobre un enchufe modular desprotegido instalado.

## Tamaños y contactos

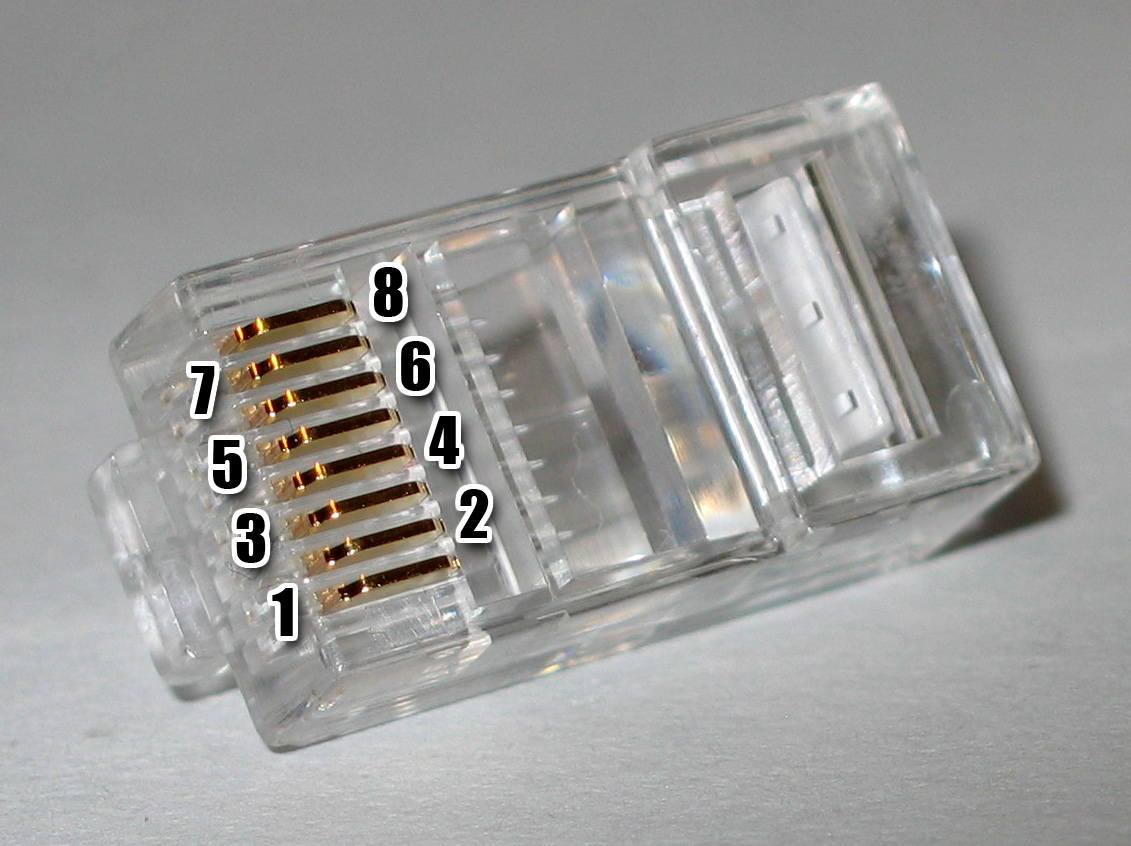
Enchufe modular 8P8C (RJ45) con su respectiva numeración

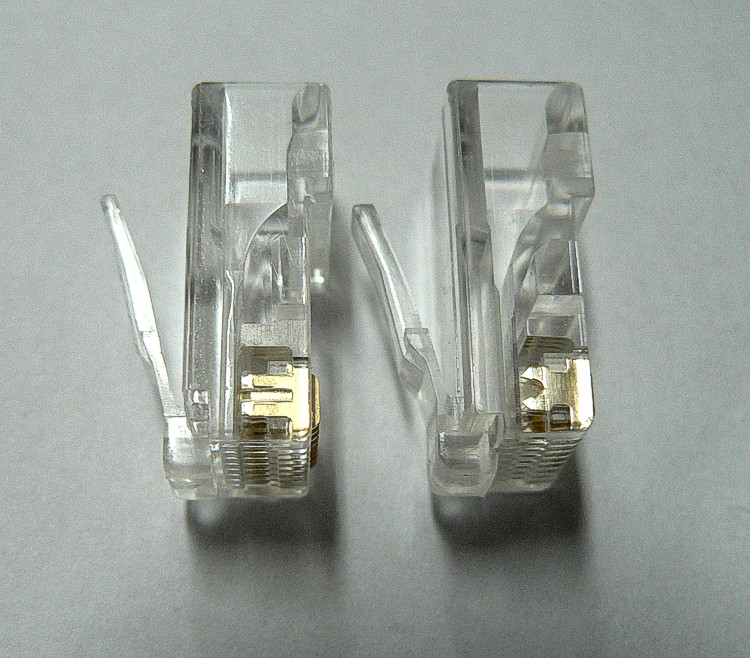
Enchufe 8P8C con contactos para cable sólido (izquierda) y cable trenzado (derecha)

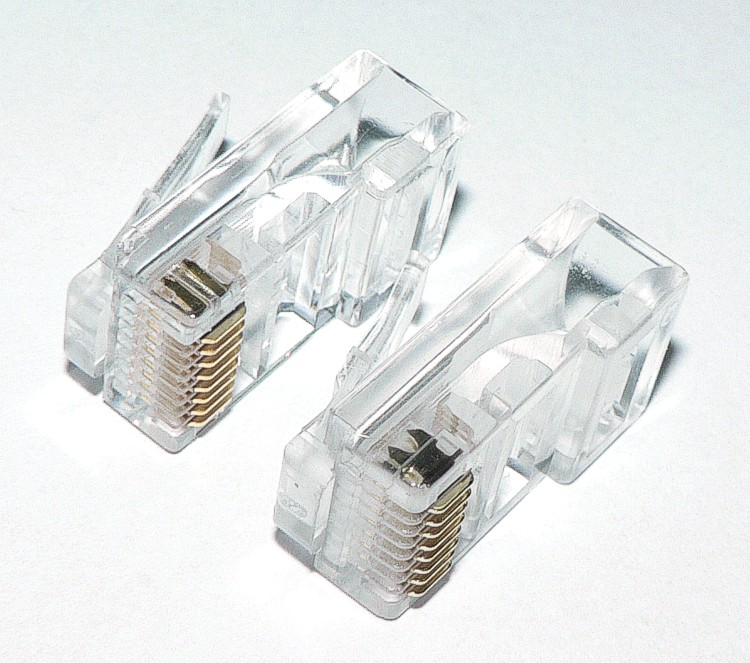
Contactos para cable sólido (arriba a la izquierda) y cable trenzado (abajo a la derecha)

Los conectores modulares se designan utilizando dos números que representan el número máximo de posiciones de contacto y el número de contactos instalados, con cada número seguido de P y C, respectivamente. Por ejemplo, 6P2C es un conector que tiene seis posiciones y dos contactos instalados. Las designaciones alternativas omiten las letras al tiempo que separan las cantidades de posición y contacto con una x (6x2) o una barra (6/2).
Cuando no están instalados, los contactos generalmente se omiten desde las posiciones externas hacia adentro, de modo que el número de contactos es casi siempre igual. Las posiciones del cuerpo del conector con los contactos omitidos o desconectados no se utilizan para la conexión eléctrica, pero asegúrese de que el enchufe encaje correctamente. Por ejemplo, los cables RJ11 a menudo tienen conectores con seis posiciones y cuatro contactos, a los que están conectados solo dos cables.
Las posiciones de contacto se numeran secuencialmente a partir de 1. Cuando se ve de frente con el mecanismo de retención en la parte inferior, los conectores tendrán la posición de contacto número 1 a la izquierda y los enchufes lo tendrán a la derecha. Los contactos están numerados por la posición de contacto. Por ejemplo, en un enchufe de seis posiciones y dos contactos, donde las cuatro posiciones más externas no tienen contactos, los dos contactos más internos están numerados con 3 y 4.
Los conectores modulares se fabrican en cuatro tamaños, con 4, 6, 8 y 10 posiciones. Los cuerpos de plástico aislantes de los conectores 4P y 6P tienen diferentes anchos, mientras que los conectores 8P o 10P comparten un ancho del cuerpo aún mayor.
Internamente, los contactos en los enchufes tienen púas afiladas que, cuando están engarzadas, perforan el aislamiento del cable y se conectan con el conductor, un mecanismo conocido como desplazamiento del aislamiento. Los cables Ethernet, en particular, pueden tener conductores sólidos o trenzados (cable de malla) y las puntas afiladas son diferentes en los conectores 8P8C creados para cada tipo de cable. Un enchufe modular para cable sólido (de una sola hebra) a menudo tiene tres puntas ligeramente extendidas en cada contacto para rodear y sujetar firmemente el conductor. Los enchufes modulares para trenzados tienen clavijas que están diseñadas para conectarse a múltiples hilos. Los enchufes del conector están diseñados para un cable sólido o trenzado y una falta de coincidencia entre el enchufe y el tipo de cable puede resultar en una conexión no confiable.

### 4P4C (RJ9)

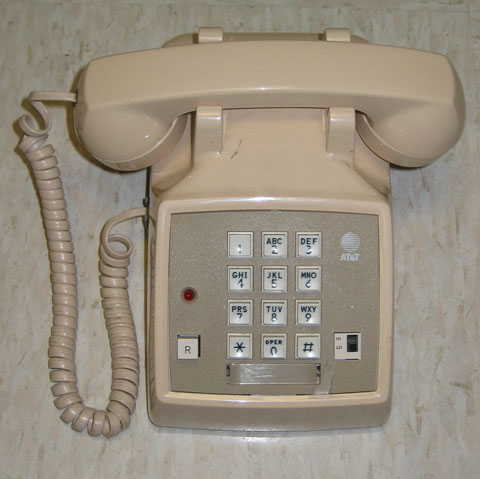
Teléfono alámbrico que usa conectores 4P4C para el cable del auricular enrollado.

El conector 4P4C es el conector modular estándar utilizado en ambos extremos de los cables de los auriculares del teléfono y, por lo tanto, a menudo se lo denomina conector de auricular.
Este conector de auricular no es un conector registrado, porque no fue diseñado para conectarse directamente a las líneas telefónicas. Sin embargo, a menudo se le conoce como RJ9, RJ10 o RJ22.

#### Cableado de auricular
Los microteléfonos y, a menudo, los audífonos para usar con teléfonos suelen utilizar un conector 4P4C. Los dos pines centrales se usan comúnmente para el receptor, y los pines externos conectan el transmisor, por lo que la inversión de la conexión del pin no se ve afectada. Los receptores de auriculares estándar funcionan normalmente cuando se invierte su polaridad, pero el transmisor de micrófono electret usado en la mayoría de los teléfonos modernos puede que no. Muchos teléfonos incluyen protección contra la polaridad, por lo que la polaridad puede invertirse sin afectar la operación. Los teléfonos fabricados antes de 1985 con un transmisor de micrófono de carbono no son sensibles a la polaridad. Algunos auriculares manos libres también pueden tener un conector 4P4C, pero el cableado puede diferir del diagrama anterior.

#### Puerto de datos
El Macintosh 128K, el Macintosh 512K y el Macintosh Plus de Apple, así como el Amiga 1000 de Commodore, utilizaron conectores 4P4C para conectar el teclado a la carcasa principal del ordenador. El conector proporcionó alimentación al teclado en los dos contactos externos y recibió señales de datos en el par interno. El cable entre el ordenador y el teclado estaba enrollado con una apariencia muy similar a un cable de teléfono. El conector en el Amiga 1000 usaba cableado cruzado, similar a un auricular de teléfono. El cableado del conector en los ordenadores Apple, sin embargo, requería un cable polarizado directo. El uso de un cable de teléfono en lugar del cable suministrado podría provocar un cortocircuito en el suministro de CC de +5 voltios y dañar el ordenador Apple o el teclado.
Algunos equipos de consumo, como los decodificadores de DirecTV, incluyen un conector de puerto de datos de baja velocidad 4P4C. Dichos conectores pueden adaptarse para su uso con el puerto serie de un ordenador, de modo que los comandos de control pueden enviarse desde el ordenador al decodificador.

### 6P6C (RJ11)

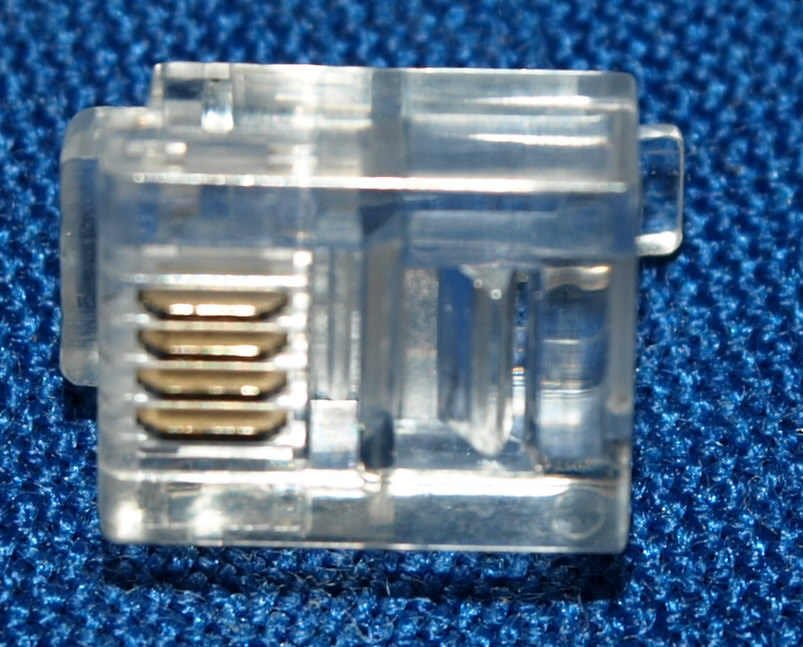
Conector 6P4C

Se describe que los enchufes modulares contienen una serie de posibles "posiciones" de contacto y el número real de contactos instalados dentro de estas posiciones. RJ11, RJ14 y RJ25 usan el mismo conector modular de seis posiciones, por lo que son físicamente idénticos, excepto por el número diferente de contactos (dos, cuatro y seis, respectivamente).
Los conectores modulares 6P2C, 6P4C y 6P6C son probablemente mejor conocidos por su uso como conectores registrados RJ11, RJ14 y RJ25 respectivamente.
RJ11 es una interfaz física que se usa a menudo para terminar cables telefónicos. Probablemente sea el conector más familiar de los enchufes registrados, y se utiliza para tomas telefónicas POTS de una sola línea en la mayoría de los hogares de todo el mundo.
RJ14 es similar, pero para dos líneas, y RJ25 es para tres líneas. RJ61 es un conector registrado similar para cuatro líneas. El cable de la línea telefónica y su enchufe son más a menudo un verdadero RJ11 con solo dos contactos.

#### Cableado RJ11

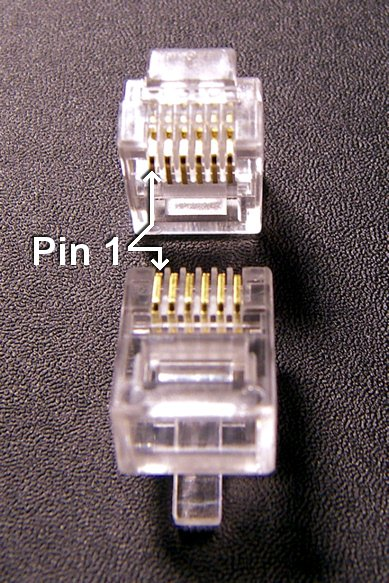
Conector 6P6C que muestra la ubicación del pin 1.

Los cables que se venden como RJ11 a menudo usan conectores 6P4C RJ14 (seis posiciones, cuatro contactos), con cuatro cables conectados a una caja de conexiones central. Dos de sus seis posibles posiciones de contacto conectan la punta y el anillo, y las otras dos posiciones de contacto no se utilizan. 6P2C y 6P6C también se pueden encontrar en las tiendas.
Los contactos distintos de los dos contactos centrales de punta y de anillo se utilizan en la práctica para varias cosas, como una conexión a tierra para timbres selectivos, energía de bajo voltaje para una luz de marcación, o para circuitos "anti-tinkle" para evitar que los teléfonos de marcación por pulsos suenen. Con la marcación por tonos, no se requieren medidas contra el tinkle.

#### Pinout
Los pines del conector 6P6C están numerados del 1 al 6, contando de izquierda a derecha al sostener la pestaña del conector hacia abajo con la abertura del cable orientada hacia el observador.
| Posición | Par | T/R | ± | RJ11 | RJ14         | RJ25           | Par trenzado   | 25 pares    | Esquema antiguo | Esquema alemán | Esquema australiano |
| -------- | --- | --- | - | ---- | ------------ | -------------- | -------------- | ----------- | --------------- | -------------- | ------------------- |
| 1        | 3   | T   | + | T3   | blanco/verde | blanco/verde   | blanco         | rosa        | naranja         |                |                     |
| 2        | 2   | T   | + | T2   | T2           | blanco/naranja | blanco/naranja | negro       | verde           | rojo           |                     |
| 3        | 1   | R   | − | R1   | R1           | R1             | azul           | azul/blanco | rojo            | blanco         | azul                |
| 4        | 1   | T   | + | T1   | T1           | T1             | blanco/azul    | blanco/azul | verde           | marrón         | blanco              |
| 5        | 2   | R   | − | R2   | R2           | naranja        | naranja/blanco | amarillo    | amarillo        | negro          |                     |
| 6        | 3   | R   | − | R3   | verde        | verde/blanco   | azul           | gris        | verde           |                |                     |

1. ↑  Si bien el antiguo código de color sólido estaba bien establecido para el par 1 y generalmente el par 2, existen varias convenciones contradictorias para el par 3 (y algunas veces incluso el par 2). Los colores que se muestran arriba fueron tomados de un proveedor de cable telefónico de 8 conductores "satinado plateado" que se considera estándar. Los cables sólidos (viejos) de 6 pares utilizados anteriormente por Bell System usan blanco para la punta del par 3, pero el cable de algunos proveedores puede sustituir el blanco por el de naranja. Al menos otro proveedor de cable plano de 8 conductores usa la secuencia azul, naranja, negro, rojo, verde, amarillo, marrón y blanco / pizarra.
2. ↑  This color scheme originates in the (withdrawn) national standard DIN 47100. The scheme shown here is the correct color code for interfacing with the RJ connector standards.

#### Versión energizada de RJ11
En la versión con alimentación, los pines 2 y 5 (negro y amarillo) pueden llevar energía de CA o CC de bajo voltaje. Si bien la línea telefónica (punta y timbre) suministra suficiente energía para la mayoría de los terminales telefónicos, los terminales telefónicos antiguos con luces incandescentes (como los teléfonos clásicos Western Electric Princess y Trimline) necesitan más energía de la que la línea telefónica puede suministrar. Normalmente, la alimentación de los pines 2 y 5 proviene de un transformador enchufado a una pared cerca de un enchufe, que suministra energía a todos los conectores de la casa. Las luces de cuadrante de teléfono de Princess tienen una potencia nominal de 6.3 voltios y la salida del transformador suele ser de alrededor de 5 voltios, lo que proporciona una larga vida útil para las lámparas incandescentes.

#### Compatibilidad con cableado estructurado.
Con el aumento de las redes de área local Ethernet que operan a través de cable de par trenzado sin blindaje Cat5e y Cat6, las redes de cableado estructurado que se adhieren a TIA/EIA-568-B, ISO/ IEC 11801 o ISO/IEC 15018 (redes domésticas) se utilizan ampliamente para ambos ordenadores Las redes y la telefonía analógica, pero estas normas especifican las salidas de pines T568-A o T568-B compatibles con Ethernet. El conector 8P8C ("RJ45") utilizado por el cableado estructurado acepta físicamente el conector de 6 posiciones utilizado por RJ11, RJ14 y RJ25, pero solo RJ11 y RJ14 tienen compatibilidad eléctrica total. Las salidas de pines compatibles con Ethernet "dividen" el tercer par de RJ25 en dos pares de cables separados, lo que hace que ese par sea inutilizable por un teléfono analógico. Esto fue necesario para preservar las propiedades eléctricas de esos pares para Ethernet, que funciona a frecuencias mucho más altas que la telefonía analógica.
Tanto el tercer par como el cuarto par de RJ61 se dividen de manera similar. Debido a esta incompatibilidad, y debido a que nunca fueron muy comunes, las convenciones TIA/EIA-568-B están desplazando a RJ25 y RJ61 para teléfonos con más de dos líneas.

### 8P8C (RJ45)

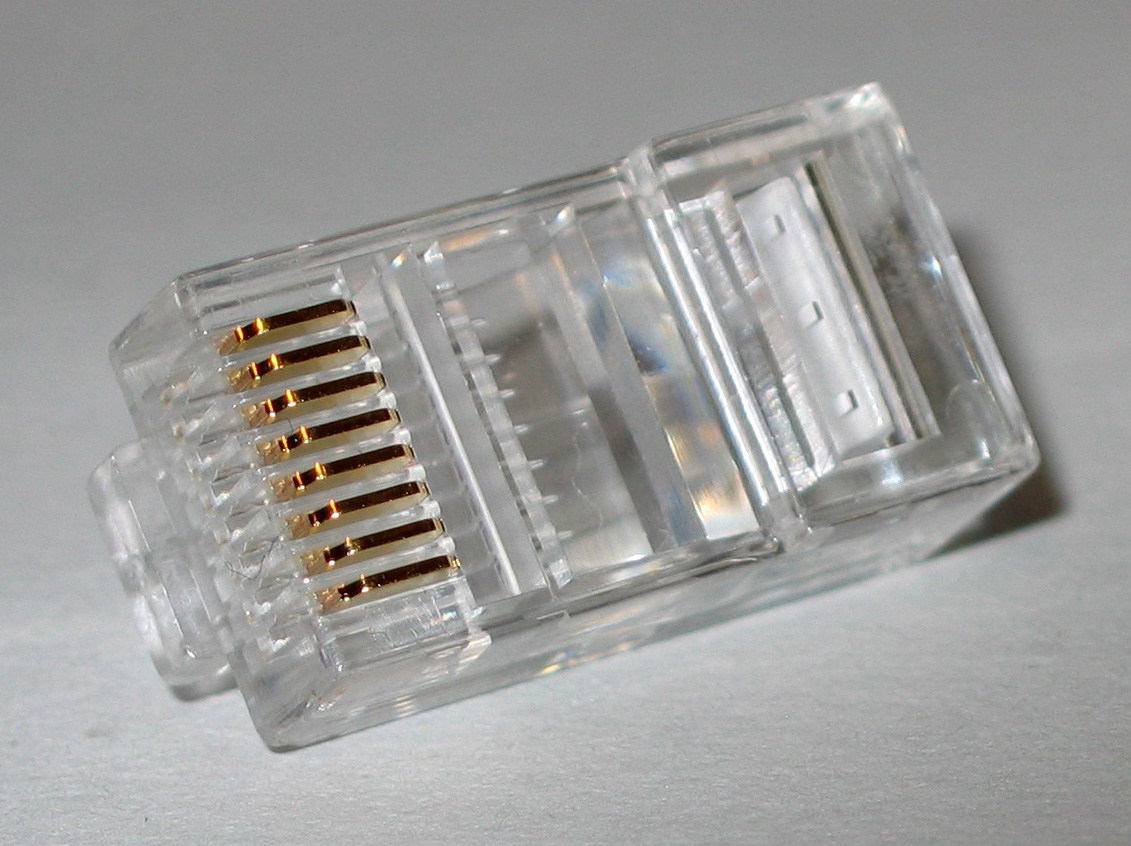
Un enchufe modular 8P8C antes de ser crimpado en un cable.

El conector de 8 posiciones 8 contactos (8P8C), conocido por su variante más utilizada, RJ45, es un conector modular comúnmente utilizado para terminar el par trenzado y el cable plano multiconductor. Estos conectores se usan comúnmente para Ethernet sobre par trenzado, conectores registrados y otras aplicaciones telefónicas, serie RS-232 que utiliza los estándares EIA/TIA-561 y Yost, y otras aplicaciones que incluyen par trenzado sin blindaje, par trenzado blindado y plano multiconductor.
Una conexión modular 8P8C tiene dos componentes pareados: el enchufe macho y el conector hembra, cada uno con ocho conductores igualmente espaciados. En el enchufe, estos conductores son contactos planos colocados en paralelo con el cuerpo del conector. Dentro del conector, los contactos se suspenden en diagonal hacia la interfaz de inserción. Cuando un conector 8P8C se acopla con un conector 8P8C, los contactos se encuentran y crean una conexión eléctrica. La tensión del resorte en los contactos del jack asegura una buena interfaz con el enchufe y permite un desplazamiento ligero durante la inserción y extracción.

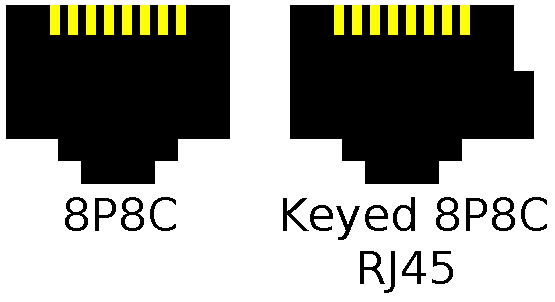
Izquierda: conector hembra 8P8C (conductor de la posición 8) o 8PMJ (conector modular de 8 posiciones) que se usa ampliamente y con frecuencia se llama incorrectamente RJ45 (conector registrado 45). Derecha: verdadero conector hembra RJ45 que también se puede llamar con llave 8P8C.

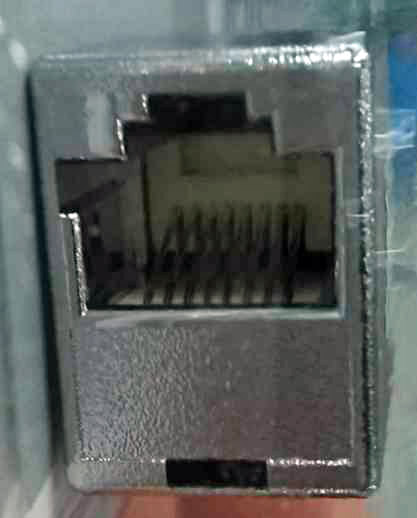
Conector hembra RJ45 de 8 pines (jack).

Aunque comúnmente se lo denomina RJ45 en el contexto de los cables Ethernet y de categoría 5, es incorrecto referirse a un conector genérico 8P8C como RJ45. Un conector RJ45 estándar para el sistema telefónico tiene una clave que excluye la inserción en un conector 8P8C sin clave. El estándar de conector registrado (RJ) especifica una interfaz mecánica y un esquema de cableado diferentes para un RJ45S de TIA/EIA-568-B que se utiliza a menudo para conectores modulares utilizados en aplicaciones de Ethernet y telefónicas. Los enchufes y enchufes modulares 8P8C son muy similares a los enchufes y enchufes utilizados para las variantes RJ45 registradas de FCC, aunque el RJ45S no es compatible con los conectores modulares 8P8C.
El conector RJ45S original se acopla con un conector modular 8P2C con llave, y tiene las clavijas 4 y 5 (las posiciones medias) cableadas para el anillo y la punta de una sola línea telefónica y las clavijas 7 y 8 cortocircuitan una resistencia de programación. Fue pensado para módems de alta velocidad, y está obsoleto.
Los instaladores de teléfonos que conectaban las tomas de módem RJ45S o las tomas de teléfono RJ61X estaban familiarizados con las asignaciones de pines que formaban parte de la norma. Sin embargo, los conectores modulares estándar sin llave se hicieron omnipresentes para las redes de ordenadores y heredaron informalmente el nombre RJ45. RJ45S utiliza una variedad con llave del cuerpo 8P, lo que significa que tiene una pestaña adicional con la que un conector modular común no puede acoplarse.
Debido a que los conectores RJ61 y RJ45/RJ48 no se utilizaron ampliamente y los conectores 8P8C en los ordenadores se hicieron omnipresentes, el término RJ45 se usa para referirse a los conectores modulares sin clave 8P8C. Esta práctica es seguida por catálogos de electrónica y muchos manuales de equipos electrónicos. En el uso común, RJ45 también puede referirse a las asignaciones de pines para el cable adjunto, que en realidad se definen como T568A y T568B en estándares de cableado como TIA/EIA-568.

#### Estandarización
La forma y las dimensiones de un conector modular 8P8C están especificadas para las aplicaciones telefónicas de EE. UU. Por el Consejo Administrativo para la Conexión de Terminales (ACTA) en la norma nacional ANSI/TIA-1096-A. Este estándar no usa el 8P8C a corto plazo y cubre más que solo los conectores modulares 8P8C, pero el tipo de conector modular 8P8C es el tipo de conector de ocho posiciones descrito en el mismo, con ocho contactos instalados. La norma internacional es ISO-8877.
Para aplicaciones de comunicación de datos (LAN, cableado estructurado), la norma internacional IEC 60603 especifica en las partes 7-1, 7-2, 7-4, 7-5 y 7-7 no solo las mismas dimensiones físicas, sino también las de alta frecuencia Requisitos de rendimiento para versiones blindadas y no blindadas de este conector para frecuencias de hasta 100, 250 y 600 MHz, respectivamente.

#### Pinout
Los conectores se terminan con frecuencia utilizando las asignaciones T568A o T568B que se definen en TIA/EIA-568. Los dibujos a la derecha muestran que las conexiones de cobre y el emparejamiento son iguales, la única diferencia es que los pares naranja y verde (colores) están intercambiados. Un cable cableado como T568A en un extremo y T568B en el otro (pares Tx y Rx invertidos) es un cable "cruzado". Antes de la aceptación generalizada de las capacidades automáticas de MDI-X, se necesitaba un cable cruzado para interconectar equipos de red similares (como concentradores de Ethernet a concentradores de Ethernet). Un cable con el mismo cable en ambos extremos se llama cable "directo" o "recto", porque no se intercambian las asignaciones de pin / par. Los cables cruzados a veces todavía se usan para conectar dos ordenadores juntos sin un conmutador o concentrador, sin embargo, la mayoría de las tarjetas de interfaz de red (NIC) que se usan hoy en día implementan el MDI-X automático para configurarse automáticamente según el tipo de cable conectado a ellas. Si se usa un cable "directo" o "directo" para conectar dos ordenadores con NIC con capacidad MDI-X automática, una NIC se configurará para intercambiar las funciones de sus pares de cables Tx y Rx.
| Pin | T568A par | T568A color           | T568B par | T568B color           | 10BASE-T/100BASE-TX | 1G/10GBASE-T | Cable | Diagrama |
| --- | --------- | --------------------- | --------- | --------------------- | ------------------- | ------------ | ----- | -------- |
| 1   | 3         | blanco/verde bandas   | 2         | blanco/naranja bandas | TD+                 | DA+          | tip   |          |
| 2   | 3         | verde sólido          | 2         | naranja sólido        | TD−                 | DA−          | ring  |          |
| 3   | 2         | blanco/naranja bandas | 3         | blanco/verde bandas   | RD+                 | DB+          | tip   |          |
| 4   | 1         | azul sólido           | 1         | azul sólido           | NC                  | DC+          | ring  |          |
| 5   | 1         | blanco/azul bandas    | 1         | blanco/azul bandas    | NC                  | DC−          | tip   |          |
| 6   | 2         | naranja sólido        | 3         | verde sólido          | RD−                 | DB−          | ring  |          |
| 7   | 4         | blanco/marrón bandas  | 4         | blanco/marrón bandas  | NC                  | DD+          | tip   |          |
| 8   | 4         | marrón sólido         | 4         | marrón sólido         | NC                  | DD−          | ring  |          |

#### Tipos e incompatibilidad
Habitualmente están disponibles dos tipos de enchufes 8P8C y herramientas de instalación (utilizadas para engarzar el enchufe en un cable): Western Electric/Stewart Stamping (WE/SS) y Tyco/AMP. Si bien ambos tipos se parecen notablemente similares, las herramientas utilizadas para instalar los dos tipos de enchufes diferentes se excluyen mutuamente y no se pueden intercambiar entre los dos tipos. Los enchufes compatibles con WE / SS están disponibles en un gran número de fabricantes, mientras que los enchufes Tyco / AMP son producidos exclusivamente por Tyco Electronics. Ambos tipos de enchufes modulares se enchufarán en el mismo conector modular 8P8C estándar.
Los conectores WE/SS y Tyco/AMP 8P8C tienen diferentes espacios para el alivio de tensión del cable.  Por lo tanto, el uso de una crimpadora WE/SS 8P8C en un enchufe Tyco/AMP 8P8C aplastará la parte superior del conector y dañará la herramienta, y viceversa. Si bien el conector compatible con WE/SS es producido por un número mayor de fabricantes que el conector Tyco/AMP, aún es importante saber qué estilo se está utilizando para evitar dañar el enchufe o la herramienta durante el crimpado.
Ambos tipos de conectores 8P8C están disponibles en variedades blindadas y no blindadas, dependiendo de la tolerancia de atenuación necesaria. Los conectores blindados son más caros y requieren un cable blindado, pero tienen una atenuación más baja y pueden reducir el ruido de la señal.
Aunque un conector más estrecho de 4 pines y 6 pines encajará en el conector más ancho de 8 pines, el conector más pequeño puede potencialmente dañar los contactos del más grande, porque los bordes exteriores del conector más pequeño presionan los contactos del más grande. Los bordes exteriores de un conector RJ11/RJ45 generalmente se proyectan alrededor de 0.5 a 1.0 mm más que las superficies de contacto, y estos bordes presionan los contactos más externos del conector más grande más lejos que si se conectara un conector de tamaño completo. El conector más pequeño por lo tanto, puede doblar permanentemente los pines 1, 8 o 2, 7 del conector más grande.

#### Aplicaciones
8P8C se usa comúnmente en redes de ordenadores y aplicaciones telefónicas, donde el enchufe en cada extremo es un enchufe modular 8P8C cableado según un estándar TIA/EIA. La mayoría de las comunicaciones de red Ethernet por cable en la actualidad se transmiten por cable de Categoría 5e o Categoría 6 con un conector modular 8P8C engarzado en cada extremo.
El conector modular 8P8C también se usa para interfaces seriales RS-232 de acuerdo con el estándar EIA/TIA-561. Esta aplicación es común como una interfaz de consola en equipos de red como conmutadores y enrutadores. Otras aplicaciones incluyen otros servicios de red, como RDSI y T1.
En entornos inundados, el par central (azul) se usa a menudo para transportar señales de telefonía. Cuando está cableado, la distribución física del conector modular 8P8C permite la inserción de un conector RJ11 en el centro del conector, siempre que el conector RJ11 esté cableado de conformidad con las normas de telefonía de los EE. UU. (RJ11) utilizando el par central. El enfoque formal para conectar equipos de telefonía es la inserción de un convertidor de tipo aprobado.
El par restante (marrón) se usa cada vez más para Power over Ethernet (PoE). El equipo heredado puede usar solo este par; esto entra en conflicto con otros equipos, ya que algunos fabricantes previamente cortocircuitaron pares no utilizados para reducir la interferencia de señal.[cita requerida] Algunos enrutadores, puentes e interruptores pueden ser alimentados por las 4 líneas no utilizadas (azules (+) y marrones (-)) para llevar la corriente a la unidad. Ahora hay un esquema de cableado estandarizado para Power over Ethernet.
Diferentes fabricantes de conectores modulares 8P8C organizan la conexión de los pines del conector modular 8P8C a conectores de cable (a menudo terminales tipo IDC) que están en una disposición física diferente a la de otros fabricantes: Así, por ejemplo, si un técnico tiene el hábito de conectar el cable blanco/naranja al terminal IDC "abajo a la derecha", que lo enlaza al pin 1 del conector modular 8P8C, en las tomas hechas por otros fabricantes, este terminal puede conectarse al pin 2 del conector modular 8P8C (o cualquier otro pin). Las etiquetas y la documentación del fabricante deben consultarse siempre que se encuentre por primera vez un conector desconocido.
Los conectores modulares 8P8C también se usan comúnmente como un conector de micrófono para los transceptores de radio PMR, LMR y aficionados. Con frecuencia, la asignación de pines es diferente, generalmente se refleja (es decir, lo que serían las patillas 1 a 8 en el estándar TIA / EIA-568 podrían ser las patillas 8 a 1 en la radio y su manual).
En telefonía fija, se usa un conector 8P8C en el punto en que una línea ingresa al edificio para permitir que la línea se disperse, para insertar equipos de marcación automática, incluidos los paneles de alarma de intrusión. En telefonía móvil analógica, el conector 8P8C se usó para conectar un teléfono celular AMPS a su unidad base (separada); este uso es ahora obsoleto.
Comúnmente (e incorrectamente) denominado "RJ45", el conector físico está estandarizado como el conector modular IEC 60603-7 8P8C con diferentes "categorías" de rendimiento. Las dimensiones físicas de los conectores macho y hembra se especifican en los estándares ANSI/TIA-1096-A e ISO-8877 y normalmente están cableadas a los pinouts T568A y T568B especificados en el estándar TIA/EIA-568 para que sean compatibles con el teléfono y Ethernet .
Un conector estándar similar que una vez se usó para conexiones de módem / datos, el RJ45S, usó una variedad "codificada" del cuerpo del 8P8C con una pestaña adicional que evita el acoplamiento con otros conectores; La diferencia visual en comparación con el 8P8C más común es sutil, pero es un conector diferente. El RJ45S original el conector modular 8P2C con llave tenía pines 5 y 4 cableados para la punta y el anillo de una sola línea telefónica y los pines 7 y 8 conectan un resistor de programación, pero está obsoleto en la actualidad.
Los catálogos de productos electrónicos comúnmente anuncian conectores modulares 8P8C como "RJ45". Un instalador puede conectar el conector a cualquier pin-out o usarlo como parte de un sistema de cableado estructurado genérico como ISO/IEC 15018 o ISO/IEC 11801 usando paneles de conexión RJ45 tanto para el teléfono como para los datos. Prácticamente todos los equipos electrónicos que utilizan un conector 8P8C (o posiblemente cualquier conector 8P) lo documentarán como un conector "RJ45".

#### Cable cruzado
Un cable cruzado de enrutador a enrutador utiliza dos conectores de 8 posiciones y un cable UTP (par trenzado sin blindaje) con conectores cableados de manera diferente en cada extremo. Aunque un conector registrado especifica el patrón de cableado y el factor de forma correspondiente en lugar de solo las asignaciones de patillas o el conector físico, los cables cruzados a menudo se comercializan incorrectamente como "cables cruzados RJ45".

### 10P10C (RJ50)

Disposición de pines para un zócalo 10P10C.

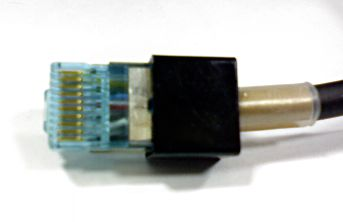
Un conector 10P10C.

El conector 10P10C se conoce comúnmente como conector RJ50, aunque nunca fue un conector estándar registrado en los Códigos de pedido de servicio universal. El 10P10C tiene 10 posiciones de contacto y 10 contactos.
Los usos más comunes del conector 10P10C son en sistemas de transferencia de datos propietarios, como el Digiboard y adaptadores TIA-232 multipuerto Super-Serial de Equinox. Los conectores 10P10C también se utilizan para implementar interfaces RS-485 y para conexiones de enlace de datos en fuentes de alimentación ininterrumpida de APC y Eaton. En este último caso, se utiliza un enchufe con llave 10P10C con una protuberancia en el lado del pin 1 cerca de la parte posterior.
Este conector también es utilizado por algunos proveedores, como BOCA, para los módulos de expansión de sus tarjetas serie RS-232C multipuerto. Por ejemplo, Cyclades (que luego fue absorbido por Equinox) usó el pin 1 como una señal "RI" (indicador de llamada), que rara vez se usa, lo que permite insertar un enchufe 8P8C en su zócalo 10P10C para la mayoría de las aplicaciones. El servidor de terminal STS-10X de Cisco Systems cuenta con este conector. FordNet, un medio de red de comunicaciones de cinco pares, también usó el 10P10C entre terminales.
Motorola usa el conector de 10 pines como un conector de micrófono en varias de sus líneas de productos de radio móvil.
Polycom utiliza este conector para interconectar múltiples mezcladores de audio de SoundStructure.
symbol (Motorola) y Metrologic utilizan este conector en sus lectoras de código de barras como conexión del cable al dispositivo.
El conector de 10 pines también es utilizado por Demag Cranes AG. En algunas conexiones colgantes. National Instruments también está utilizando el conector 10p10c para su NI 9237.
MTS Systems Corporation está utilizando el conector 10p10c para su familia de controladores MTS FlexTest®.

## Interoperabilidad
Algunos conectores modulares están indexados: sus dimensiones son intencionalmente no estándar, lo que impide las conexiones con conectores de dimensiones estándar. Los medios de indexación pueden ser dimensiones o formas de sección transversal no estándar, dimensiones o configuración del mecanismo de retención. Por ejemplo, Digital Equipment Corporation desarrolló un conector modular modificado que utiliza una pestaña de enganche de compensación para evitar el intercambio accidental de datos y cables telefónicos.
| Conector | Largo | Ancho | Peso |
| -------- | ----- | ----- | ---- |
| 4P4C     | 7.7   |       |      |
| 6P4C     | 12.34 | 9.65  | 6.60 |
| 8P8C     | 21.46 | 11.68 | 8.30 |

Las dimensiones de los conectores modulares son tales que un enchufe más estrecho se puede insertar en un conector más ancho que tenga más posiciones que el conector, dejando los contactos más externos del conector desconectados. El espacio de contacto es siempre de 1,02 mm (centro a centro). Sin embargo, no todos los enchufes de todos los fabricantes tienen esta capacidad, y algunos fabricantes de enchufes advierten que sus enchufes no están diseñados para aceptar enchufes más pequeños sin daños. Si un enchufe insertado carece de ranuras para acomodar los contactos del jack en los extremos más externos, puede deformar permanentemente los contactos externos de un jack incompatible. Se puede encontrar una resistencia excesiva al insertar un enchufe incompatible, ya que los contactos más externos en el jack se deforman por la fuerza ejercida.
Se han fabricado tapones modulares especiales (por ejemplo, el Siemon UP-2468) que tienen ranuras adicionales más allá de sus contactos estándar, para acomodar los contactos más externos del conector más ancho sin daños. Estos conectores de enchufe especiales pueden identificarse visualmente buscando cuidadosamente las ranuras adicionales moldeadas en el enchufe. Los cuerpos de plástico moldeados de los tapones especiales también pueden colorearse con un tinte azulado claro, para ayudar al reconocimiento rápido. Los enchufes especiales se prefieren para equipos de prueba y adaptadores, que se pueden conectar rápidamente a una gran cantidad de conectores correspondientes en rápida sucesión para propósitos de prueba. El uso de los enchufes especiales evita daños accidentales en el equipo bajo prueba, incluso cuando se inserta un tapón más estrecho en un enchufe más ancho incompatible nominalmente.

## Terminación

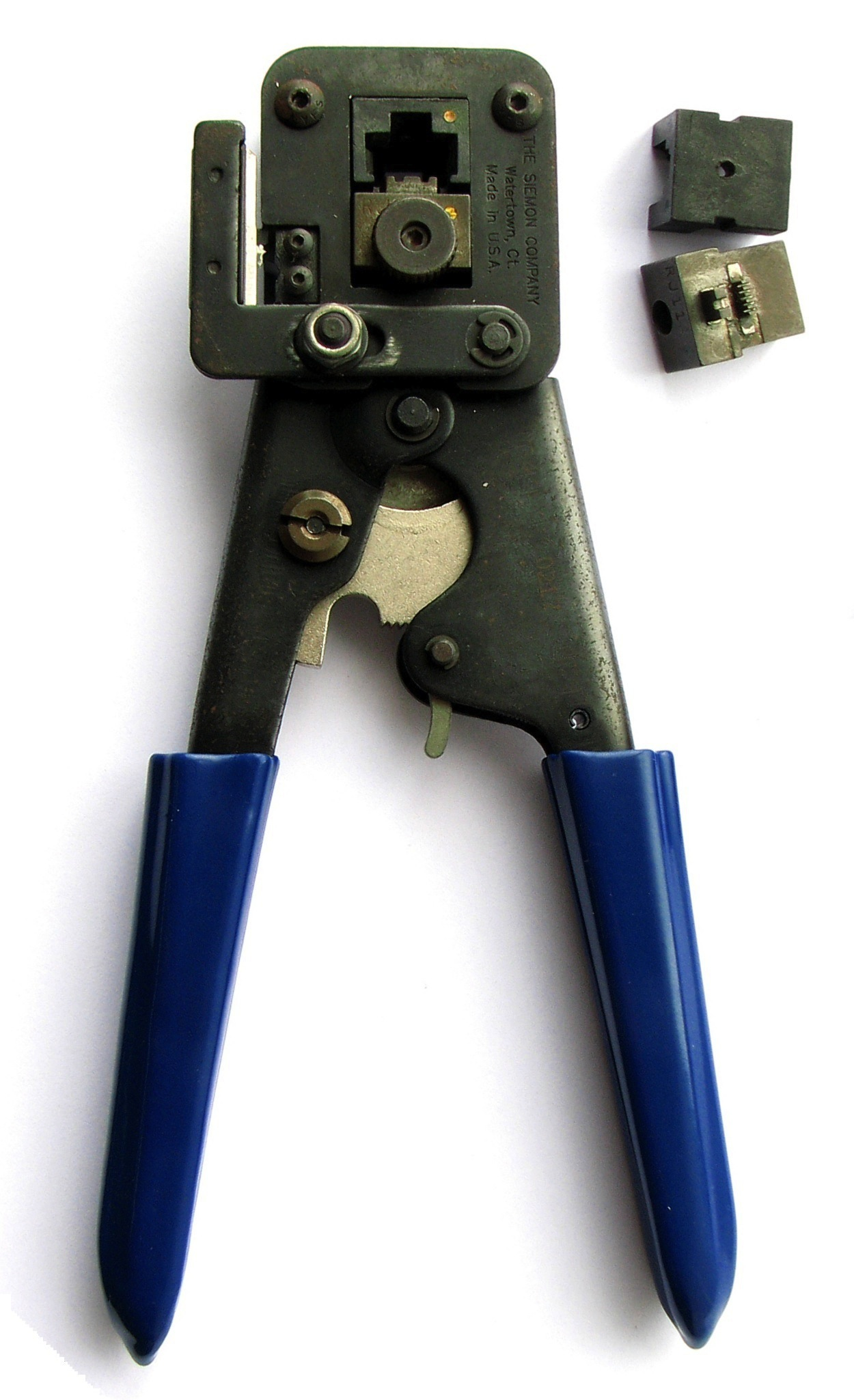
Una herramienta de crimpado modular de enchufe con troqueles de crimpado intercambiables.

Una crimpadora se parece a un conector 8P8C, a excepción de los ocho dientes que recubren la parte superior de la herramienta. Cuando se opera la herramienta, la matriz se comprime alrededor del enchufe 8P8C. A medida que la matriz se comprime, estos dientes fuerzan los contactos del tapón hacia abajo en los conductores del cable que se termina. El arrugador también puede deformar permanentemente parte del cuerpo del tapón de plástico de tal manera que agarre la cubierta exterior del cable para una sujeción segura y un alivio de tensión. Estas acciones conectan permanentemente el enchufe al cable.

## Pinout
Las asignaciones de contactos (pinout) de los conectores modulares varían según la aplicación. Las conexiones de red telefónica están estandarizadas por designaciones de conectores registradas, y Ethernet sobre par trenzado está especificada por el estándar TIA/EIA-568. Para otras aplicaciones, puede faltar la estandarización; por ejemplo, existen múltiples convenciones para el uso de conectores 8P8C en aplicaciones RS-232 (como el cable de consola).
Por esta razón, los adaptadores D-sub-a-modulares generalmente se envían con los contactos D-sub (clavijas o enchufes) terminados pero no insertados en el cuerpo del conector, de modo que se puede realizar el emparejamiento de contactos D-sub-a-modular por el fabricante de equipos.

## Estándares
- ANSI/TIA-968-A: Telephone terminal equipment: Technical requirements for connection of terminal equipment to the telephone network
- ANSI/TIA-1096-A: Telecommunications telephone terminal equipment connector requirements for connection of terminal equipment to the telephone network
- IEC 60603-7-1: Connectors for electronic equipment: Part 7-1: Detail specification for 8-way, shielded free and fixed connectors with common mating features, with assessed quality
- IEC 60603-7-2: Connectors for electronic equipment: Part 7-2: Detail specification for 8-way, unshielded, free and fixed connectors, for data transmissions with frequencies up to 100 MHz
- IEC 60603-7-4: Connectors for electronic equipment: Part 7-4: Detail specification for 8-way, unshielded, free and fixed connectors, for data transmissions with frequencies up to 250 MHz
- IEC 60603-7-5: Connectors for electronic equipment: Part 7-5: Detail specification for 8-way, shielded, free and fixed connectors, for data transmissions with frequencies up to 250 MHz
- IEC 60603-7-7: Connectors for electronic equipment: Part 7-7: Detail specification for 8-way, shielded, free and fixed connectors, for data transmissions with frequencies up to 600 MHz
- ISO/IEC 8877, EN 28877: Information Technology—Telecommunications and Information Exchange between Systems—Interface Connector and Contact Assignments for ISDN Basic Access Interface Located at Reference Points S and T
- Registered Jack references are US government documents that define modular connectors for telecommunications. (Note: 4P4C and 10P10C connectors are NOT defined in these standards.)